# Уличный футбол (мультфильм)
«Уличный футбол» (фр. Foot 2 rue, англ. Street Football) — мультсериал французского детского канала Gulli и итальянского канала Italia 1. Это история о мальчике по имени Тэг, который живёт и учится в Порт-Мари, а, также о группе из пяти детей, которые сформировали уличную футбольную команду. В июле 2019 года был анонсирован четвертый сезон разработанный компаниями Zodiak Kids и Monello Production. А, его премьера состоялась в феврале 2022.

## Главные герои
- Тэг, или Себастьян Тагано — капитан команды по уличному футболу «Блюз». Он сирота, живёт в школе «Риффлер» круглосуточно. Его лучшие друзья — Габриэль, Элоиз и близнецы Техно — его же команда.
- Умник, он же Габриэль — лучший друг Тэга, главный стратег и мозг «Блюза». Его родители работают в Африке и Азии.
- Элоиз — вратарь «Блюза», но не единственная девочка в команде (во 2 сезоне приходит Самира). Дальняя потомница Риффлера, основателя пансионата. Её родители — богатые люди. У неё есть бабушка, которая прикована к инвалидному креслу, но она всегда поддерживает внучку.
- Тарек и Норедин, они же Тех и Но — братья-близнецы, нападающие «Блюза». Живут в школе Риффлера. Они — старшие дети в многодетной семье.
- Джереми — нападающий «Блюза». Появляется во 2-м сезоне. Активный, весёлый и… вспыльчивый. Живёт в школе «Риффлер».
- Сэм, она же Самира — участница команды «Блюз». Появляется во 2-м сезоне.
- Акула — капитан команды «Портовые Акулы». Поддерживает «Блюз».
- Хронометр, он же Тренер — добродушный и мудрый сторож школы «Риффлер». Помогает «Блюзу» организовать первый в мире чемпионат мира по уличному футболу.
- Госпожа Аделаида — директриса школы «Риффлер». Строгая и суровая на первый взгляд, на самом деле она добрая и внимательная к своим воспитанникам.
- Инспектор Прадэ — один из главных противников уличного футбола в Порт-Мари.

## Описание

### 1 сезон
Действие происходит во Франции, в городе Порт-Мари. Мальчик по имени Тэг — сирота, и живёт в школе-пансионе Риффлера. Тут же живут лучшие друзья Тэга — Габриэль, темнокожий мальчик в очках, родители которого работают в Африке, и близнецы Тех и Но. Они все вместе играют в уличный футбол. С ними играет ещё один мальчик из интерната, Тони, которого они недолюбливают — он их вратарь.
Через какое-то время в интернат приезжает богатая семья, далёкие родственники основателя интерната. С родителями приезжает девочка по имени Элоиза. Её заинтересовывает Тэг и его друзья. Позже Элоиз заменяет место вратаря, и они создают собственную команду по уличному футболу «Блюз». Но всё не так просто — сначала их должны принять в Лигу уличного футбола, об этом заботится мальчик по кличке Акула и его команда, «Портовые Акулы», с которыми «Блюз» уже сыграл. Собирается собрание из капитанов различных команд. Все за то, чтобы принять «Блюз», все, кроме капитана «Городских призраков» Бена. Но и ему приходится согласиться.
Но «Блюзу» мало просто игр. Они ищут игроков уличного футбола по всему миру, не говоря об этом своему Тренеру. Позже Тренер обо всём узнаёт, зовёт команду к себе, где они встречаются с Фи Дэ, у которого прошлое связано с футболом. Он помогает «Блюзу» и другим командам создать Чемпионат Мира по уличному футболу, и становится главным судьёй и спонсором. В конце концов, «Блюз» побеждает в Чемпионате.

### 2 сезон
«Блюз» — известная команда, обладатели титула чемпионов мира. Однако они не могут продолжать участие в соревнованиях, поскольку Тех и Но покинули команду. Тогда Тэг решает организовать отбор новых игроков. Первым новобранцем становится Джереми — новый ученик интерната. Вскоре находится и второй участник, которого поначалу ошибочно принимают за мальчика. Лишь сняв капюшон, команда обнаруживает, что это девочка по имени Самира.
Начинается второй Чемпионат Мира. Но теперь у «Блюза» есть проблема — это девочка по имени Виктория, со своей командой. Её отец — богатый человек, поэтому с его помощью девочке довольно быстро удаётся заполучить всеобщую симпатию. Виктория настраивает всех против «Блюза» и, жульничая, выигрывает и проходит в финал. В конце концов, её команда понимает, что они больше не хотят вести «грязную игру», и в финале играют по-честному — и проигрывают «Блюзу», но зато с честью.

### 3 сезон
В чемпионате принимает участие всё больше команд, и теперь все участники размещаются на большом корабле. Виктория также стремится присоединиться к соревнованиям, однако после того, как её предыдущая команда отказалась от участия, она решает попасть в игру другим способом. Обнаружив, что в одной из команд играют старшие братья участников — 19-летние юноши, что нарушает правила — она начинает шантажировать команду и таким образом становится её игроком.
События приближаются к финалу. Внезапно появляется настоящий отец Тэга. Он рассказывает Виктории о прошлом своего сына, и под влиянием этих откровений она меняет своё поведение. Виктория признаётся тренеру, известному как Фи Дэ, в своих махинациях, после чего её команда дисквалифицируется. Освободившееся место в полуфинале занимает команда, ранее находившаяся на пятом месте, поскольку именно она должна была играть с командой «Блюз».
Команда «Блюз» выходит в финал. Однако отец увозит Тэга, и команде пришлось бы играть без капитана. В итоге участники уступают свои места более младшим игрокам, поскольку сами уже достигли возраста, при котором должны покинуть Уличный футбол.
Финальный матч не показан, победитель не назван. Однако главное правило Уличного футбола остаётся неизменным — Тайна и Солидарность.

## Видеоигры
В 2008 году появилась официальная видеоигра Street Football выпущенная специально для Nintendo DS. Она освещалась такими игровыми изданиями, как Pocket Gamer, которые отметили привлекательность игры для поклонников шоу и ее доступность для игры. Кроме того, в 2010 году вышла браузерная футбольная онлайн-игра, связанная с сериалом, которая была отмечена своей интерактивной привлекательностью для детей.